# Heilig Hartbeeld (Sint Hubert)
Het Heilig Hartbeeld is een standbeeld in de Nederlandse plaats Sint Hubert.

## Achtergrond
Adrianus Augustinus Jacobs (1869-1941) werd in 1895 tot priester gewijd. Vanaf 1914 was hij pastoor in Sint Hubert. Ter gelegenheid van zijn zilveren priesterjubileum, werd op 8 juni 1920 het Heilig Hartbeeld ingewijd.

## Beschrijving
De staande Christusfiguur houdt zijn rechterhand zegenend geheven, met zijn linkerhand wijst hij naar het vlammend Heilig Hart op zijn borst. In beide handen zijn de stigmata zichtbaar. Achter zijn hoofd draagt Christus een nimbus.
Het beeld staat op een hoge sokkel, waar op de hoeken Dorische zuiltjes zijn geplaatst. Aan de voorzijde is het Christusmonogram aangebracht, geflankeerd door de Griekse letters Alfa en Omega. Daaronder de tekst: 

ALLERHEILIGST
HART VAN JEZUS
ZEGEN
St HUBERT

Het geheel is geplaatst binnen een hekwerk.